# Kempe (Familienname)
Kempe oder Kempé ist ein deutscher oder französischer Familienname.

## Namensträger
- Adrian Kempe (* 1996), schwedischer Eishockeyspieler
- Alfred Kempe (1849–1922), britischer Mathematiker
- Andreas Kempe (1622–1689), schwedischer Philosoph und Philologe
- Anja Kempe (Journalistin) (* 1956), deutsche Journalistin
- Anja Kempe (Künstlerin) (* 1973), deutsche Fotografin und Künstlerin
- Antje Kempe (* 1963), deutsche Leichtathletin
- Carl Kempe (1884–1967), schwedischer Tennisspieler und Unternehmer
- Christophe Kempé (* 1975), französischer Handballspieler
- Dennis Kempe (* 1986), deutscher Fußballspieler
- Frans Kempe (1847–1924), schwedischer Industrieller
- Frederick Kempe (* 1954), US-amerikanischer Journalist und Autor, Präsident des Atlantic Council
- Frederike Kempe (* 1997), deutsche Fußballspielerin
- Fritz Kempe (Maler) (1898–1971), deutscher Maler und Grafiker
- Fritz Kempe (Fotograf) (1909–1988), deutscher Fotograf
- Gertrud Kempe (1895–nach 1950), deutsche Politikerin (LDP)
- Günter Kempe (1920–1996), deutscher Mediziner und Generalmajor des MfS
- Harald Kempe (1964–2022), deutscher Schauspieler
- Horst Kempe (Kunsthändler) (1907–1998), deutscher Kunsthändler
- Horst Kempe (Schauspieler) (* 1930), deutscher Schauspieler und Synchronsprecher
- Hortense Kempe (1886–1974), niederländische Malerin
- Iris Kempe (* 1968), deutsche Politikwissenschaftlerin
- Johan Carl Kempe (1799–1872), schwedisch-deutscher Kaufmann und Industrieller
- Julia Kempe (* 1973), deutsche Mathematikerin, Physikerin, Informatikerin und Hochschullehrerin
- Margery Kempe (um 1373–nach 1438), englische Mystikerin
- Mario Kempe (* 1988), schwedischer Eishockeyspieler
- Martin von Kempe (1642–1683), deutscher Dichter und Historiograph
- Michael Kempe (Historiker) (* 1966), deutscher Historiker
- Michael Kempe (Wirtschaftsingenieur) (geb. Michael Rudloff), deutscher Wirtschaftsingenieur
- Rainer Kempe (* 1989), deutscher Pokerspieler
- Rhett Kempe (* 1964), deutscher Chemiker und Hochschullehrer
- Rudolf Kempe (1910–1976), deutscher Dirigent
- Stephan Kempe († 1540), deutscher Theologe und Reformator
- Stephan F. J. Kempe (* 1949), deutscher Geologe
- Thomas Kempe (* 1960), deutscher Fußballspieler
- Tobias Kempe (* 1989), deutscher Fußballspieler
- Ursley Kempe (1525–1582), englische Heilkundlerin, Hebamme und Opfer der Hexenverfolgung
- Veit Kempe (* 1955), deutscher Eiskunstläufer
- Volker Kempe (* 1939), deutsch-österreichischer Wissenschaftler, Manager und Unternehmer
- Werner Kempe (* 1928), deutscher Diplomat
- William Kempe († 1603), englischer Komiker